# 581 Tauntonia
581 Tauntonia هو كويكب، يقع ضمن حزام الكويكبات. اكتشف في 24 ديسمبر 1905. وقد اكتشفه جويل هاستينغز ميتكالف.

## روابط خارجية
- 581 Tauntonia في قاعدة بيانات مختبر الدفع النفاث لأجرام النظام الشمسي الصغيرة

- الاكتشاف · مخطط المدار ·  العناصر المدارية · المعلمات المادية

- 581 Tauntonia على موقع ويكي سكاي: DSS2, SDSS, GALEX, IRAS, Hydrogen α, X-Ray, Astrophoto, Sky Map, Articles and images